# Minueto
Minueto o menuet es una antigua danza tradicional de la música barroca originaria de la región francesa de Poitou, que alcanzó su desarrollo entre 1679 y 1750.
Fue introducida con el nombre de menuet en la corte francesa por Jean-Baptiste Lully (1673), que la incluyó en sus óperas y, a partir de ese momento, formó parte de óperas y ballet. Este elegante y majestuoso baile de figuras suplantó a la antigua courante durante el periodo rococó, que llegó a denominarse “edad del minueto”.

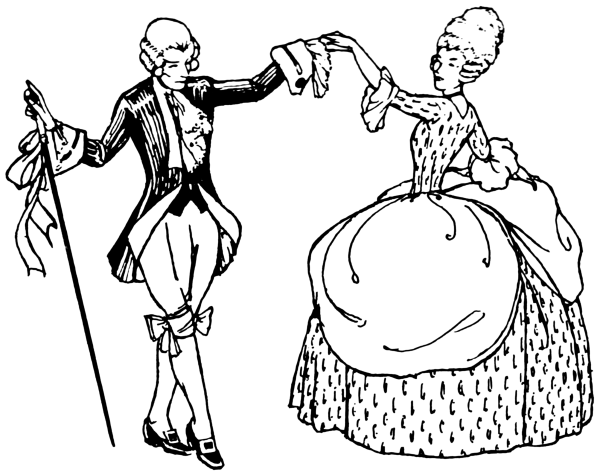
Minueto, en un libro de la editorial estadounidense Pearson Scott Foresman.

Grandes compositores de la música clásica se han servido de ella para sus obras (Don Juan, de Wolfgang Amadeus Mozart), adaptándola como una composición instrumental de ritmo ternario y moderado. Suele tener carácter humorístico y forma parte de sonatas y sinfonías. Fue una de las danzas preferidas de Luis XIV y de su corte.
Al principio, el minueto de compás ternario era bastante rápido, pero en el transcurso del siglo XVII fue moderando su movimiento.
El minueto se compone de dos secciones con repetición de cada una de ellas.
Es una de las danzas facultativas de la suite: se inserta, generalmente, después de la zarabanda y antes de la giga.
En su forma clásica el minueto comporta:
1. Exposición: a) primer tema con repetición; b) segundo tema con repetición.
2. Trío con repetición, usualmente cambiando el conjunto instrumental o la tonalidad
3. Reexposición de los dos primeros temas sin repetición y con coda facultativa.

Es la única danza de la suite conservada en la sonata. A partir de Ludwig van Beethoven fue sustituido progresivamente por el scherzo.

## Etimología
El término ha sido adaptado, bajo la influencia del italiano minuetto, del francés menuet, diminutivo de menú (‘diminuto’), que proviene del latín minutus: ‘diminuto’.
Minueto es un término que sólo aparece en partituras musicales.
Quizá se refería a los ‘pasos diminutos’ (pas menús) con que se baila esta danza.
En el período en que se volvió más de moda, era una danza lenta y ceremoniosa.

## La danza
El origen de esta danza cortesana francesa es difícil de situar, pero se cree que surgió en la corte del rey Luis XIV en la década de 1690.

Compositores como Praetorius o Rameau consideraron que el minueto se originó a partir del branle de Poitou, sin embargo las diferencias entre ambas danzas no permiten que esta teoría sea considerada como sólida, aunque no se descarta que pueda ser uno de sus posibles inicios.

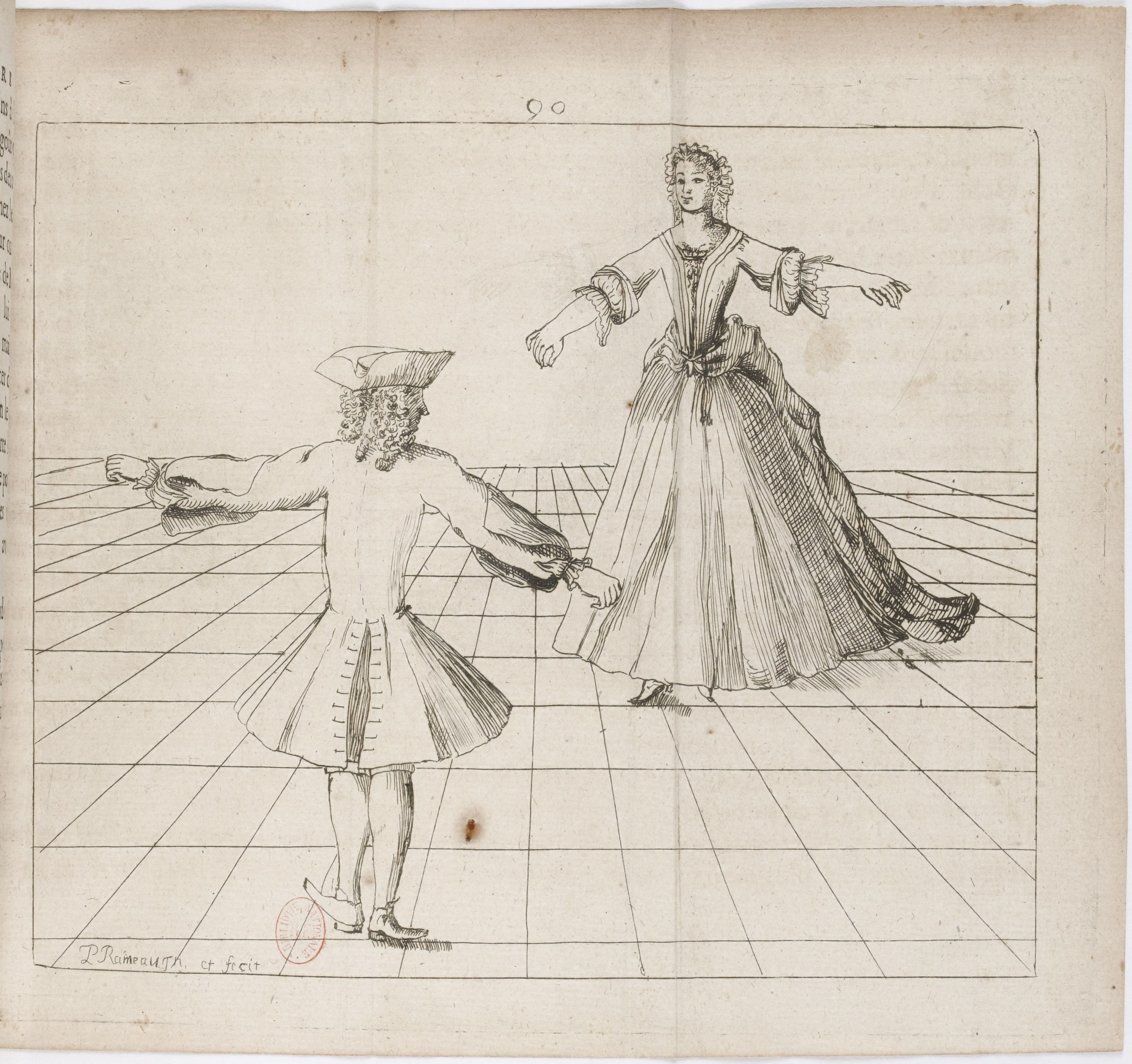
Figura del minueto, en Le maître à danser (1725), de Pierre Rameau (1674-1748).

El minueto se convirtió rápidamente en el baile cortesano por excelencia, sus pasos gráciles y aparentemente sencillos dotaban a esta danza de una enorme elegancia, a pesar de tener patrones complejos y ser necesaria una ejecución precisa para realizar los pasos de acuerdo a la música.
En Francia el minueto se interpretaba en un tempo lento de 3/4, lo que permitía un mayor énfasis en los pasos, remarcando la elegancia de los movimientos. En otros países como Italia la danza se bailaba a un tempo más rápido.
La literatura coreográfica contiene muchos escritos relativos a esta danza de sociedad, que se convirtió en la reina de las danzas tanto en palacio como en el escenario. La primera mención del minueto data de 1664, publicado por Guillaume Dumanoir en su tratado Le mariage de la musique avec la dance.
El minueto hizo su aparición poco tiempo después en las óperas de Lully y se expandió rápidamente, pero hasta principios de 1700 no se tuvo información específica de los movimientos y los pasos, cuando se creó el sistema de notación Beauchamp-Feuillet de la danza barroca y Raoul Feuillet publicó Chorégraphie, ou l'art de d'écrire la danse en 1701.
Durante el siglo XVIII, intentaron, por medio de sus escritos y su enseñanza, conservar su pureza primitiva y preservarlo de las contaminaciones, simplificaciones y popularizaciones excesivas provocadas por la práctica generalizada en los salones. El cometido de estos maestros fue, una vez más, el de enseñar a los alumnos, regulares u ocasionales, las reglas de la danza noble, opuesta a la contradanza.
Entre las obras más significativas del siglo XVIII se encuentra el manual Le maître à danser (París, 1725) del coreógrafo francés Pierre Rameau que fue, sin duda alguna, la obra más completa que se dedicó a este baile.
La importancia del libro de Rameau no debe llevar a la conclusión de que el minueto se presentara bajo una forma única e inalterable. Los profesores de danza de la corte podían (haciendo valer su título) imprimir a la danza un estilo propio y una ejecución más conveniente para esta danza de sociedad.
Por otra parte, mientras que en la corte y en la ciudad se las ingeniaban para reglamentar esta danza, en las provincias se daba, a menudo, muestra de un gran ingenio y originalidad.
Desde que Rameau escribió que «lo más apropiado que uno puede hacer es lo mejor. Cuando se sabe bailar perfectamente el minueto se puede, de vez en cuando, realizar algún cambio», el camino quedó abierto tanto a la concisión como a la improvisación.
Después de un período de relegación, el minueto volvió a ponerse de moda en los años 1880. Pese a la aceptación que tuvo entre la sociedad, y la imaginación puesta por los profesores de danza, no sobrevivió más que unos quince años, aunque se practicó hasta la llegada de la Primera Guerra Mundial.

### Los pasos del minueto

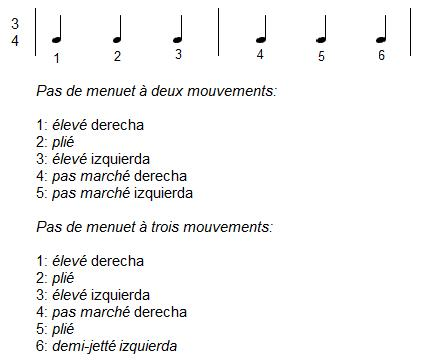
Distintos pasos del minueto

El baile comenzaba con la muestra de respetos de los bailarines a la figura que estuviese presidiendo el baile, por ejemplo un rey o un noble, y posteriormente entre ellos. Una vez hecho esto la danza se desarrollaba en un área rectangular, en la que los bailarines realizaban diferentes patrones en posiciones diagonalmente opuestas, realizando pasos de minueto y formando el patrón de una zeta imaginaria en el suelo, encontrándose en el medio, momento en el que se presenta primero la mano derecha, tras otra vuelta completa la mano izquierda, finalizando con ambas manos y saludando de nuevo. Normalmente sólo bailaba una pareja en cada pieza.
El minueto se toca en compás de 3/4 y el patrón de pasos básico consistía en dar cuatro pequeños pasos a ritmo de negra durante 2 compases empezando con el pie derecho. Los pasos podían ser muy variados, como demi-coupés, demi-jettés, o pas marchés.
Dos de las combinaciones de pasos más comunes eran el pas de menuet à deux mouvements y pas de menuet à trois mouvements.
Sin embargo dependiendo de la época o el país los patrones y los pasos sufrían diferentes variaciones, cambiando los pasos, la acentuación del compás, repitiendo patrones… Además de bailar dos o cuatro parejas e introduciendo elementos propios de las danzas típicas de cada zona.

## Minueto en la música instrumental barroca
Los primeros ejemplos de minuetos aparentemente destinados a acompañar el baile se encuentran en el Kassel Manuscript  y en el Philidor Collection. 

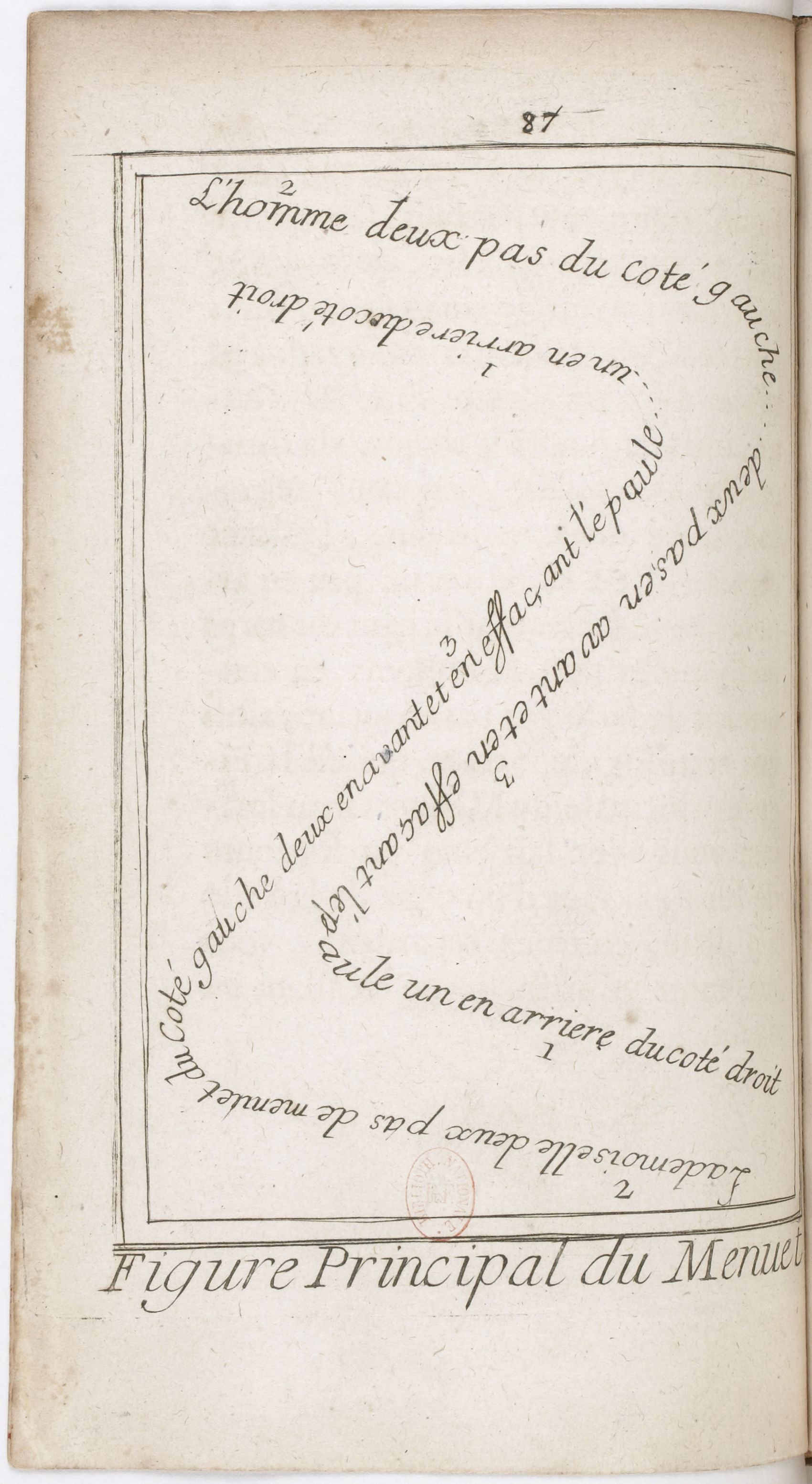
«Figure Z du menuet», en Le maître à danser (1725), del coreógrafo francés Pierre Rameau (1674-1748).

El estudio de estas fuentes puede arrojar luz sobre el desarrollo temprano de la música como una forma musical, mucha de esta música impresa y colecciones de manuscritos de música para acompañar el baile, permanece sin editar, podemos encontrar numerosos ejemplares en Francia e Inglaterra.
La obra más temprana de minueto (o al menos la primera con mayor importancia) la encontramos en las obras teatrales de Lully, se trata de 92 minuetos los cuales aparecen nombrados en sus ballets y óperas entre los años 1664 y 1687.  Varias de sus propuestas incluyen movimientos de minué (por ejemplo, en su ópera Armide) aunque al parecer no eran destinados a acompañar el baile.
Como la mayoría de los bailes del siglo XVII, el minué se incluye en el piano francés y el conjunto de suites francesas, por lo general (junto con otras danzas todavía populares como el bourrée y el gavotte) que aparecen después de la zarabanda, muchos son los compositores que incluyen minuetos en sus composiciones como por ejemplo: Chambonnieres, Lebegue, Louis Marchand y los minuetos incluidos el cuaderno de Anna Magdalena Bach. Además, muchos minuetos fueron incluidos en las colecciones de manuscritos de la música para guitarra y laúd (la mayoría todavía sin editar), y movimientos (por lo general sin el título del baile), encontrados en las colecciones de música de órgano.
Por lo general, el minué recibe un tratamiento bastante sencillo, con su claridad característica del ritmo y la frase conserva incluso el ocasional Double además parece estar libre de texturas complejas y ritmos ambiguos.
Aunque debemos saber que algunos compositores experimentaron con estructuras de frases irregulares como es el caso del segundo minueto de la colección Pièces de clavecín (París 1702)  de Louis Marchand, se estructura en diez compases divididos en frases de cinco compases.
El minueto fue una danza social del siglo XVII de Inglaterra. Al igual que con otras formas de danzas barroca como el Allemande, courante y gigue. El minueto de estilo italiano difiere de la corriente principal del gusto europeo en una preferencia por los tempos más rápidos que implican el uso frecuente de 3/8 o 6/8. El movimiento melódico del minué italiano tenía una frase más larga que en la danza francesa (normalmente ocho compases en lugar de dos o cuatro)
Telemann y Bach escriben minuetos de los dos tipos, Bach utiliza el compás de 3/4 (independientemente del tempo). Sus minuetos se encuentran en las partituras de tecla y suites, en música de cámara para violín solo y acompañado, chelo y flauta en tres de las cuatro suites orquestales, y en el Primer concierto de Branderburgo. Este último minueto ha sido descrito como forma de Rondeau (por su forma de ritornello de tres tramos sucesivos, un trío en el relativo menor, el primero más animado (Polacca) y un segundo, binario en la tónica.
Algunos de los bailarines que han danzado con la música de los minuetos de Bach insisten en que esta música es adecuada para el acompañamiento del baile, tanto por la estructura de la frase, como por el juego rítmico y la elegancia, la propuesta de Bach encaja a la perfección con los movimientos de danza.

## Minuetos clásicos y neoclásicos
Los minuetos fueron de las danzas más populares entre la aristocracia europea durante el siglo XVIII, siendo una de las mayores influencias de este tipo de música. El contenido complejo y elegante de esta danza encajaba con el entorno rococó de este periodo, y la relativa simplicidad de las frases y el movimiento armónico hacían de él un medio perfecto para experimentar con estructuras largas basadas en el contraste armónico y las regiones tonales, mientras que permitía introducir otros estilos ternarios y elementos más contrapuntísticos. A mediados del siglo XVIII, de hecho, el minueto era la única danza barroca importante que había sobrevivido como forma más conocida, por lo que lógicamente fue incluido en sonatas, cuartetos de cuerda y sinfonías: las formas musicales de más de un movimiento más grandes.

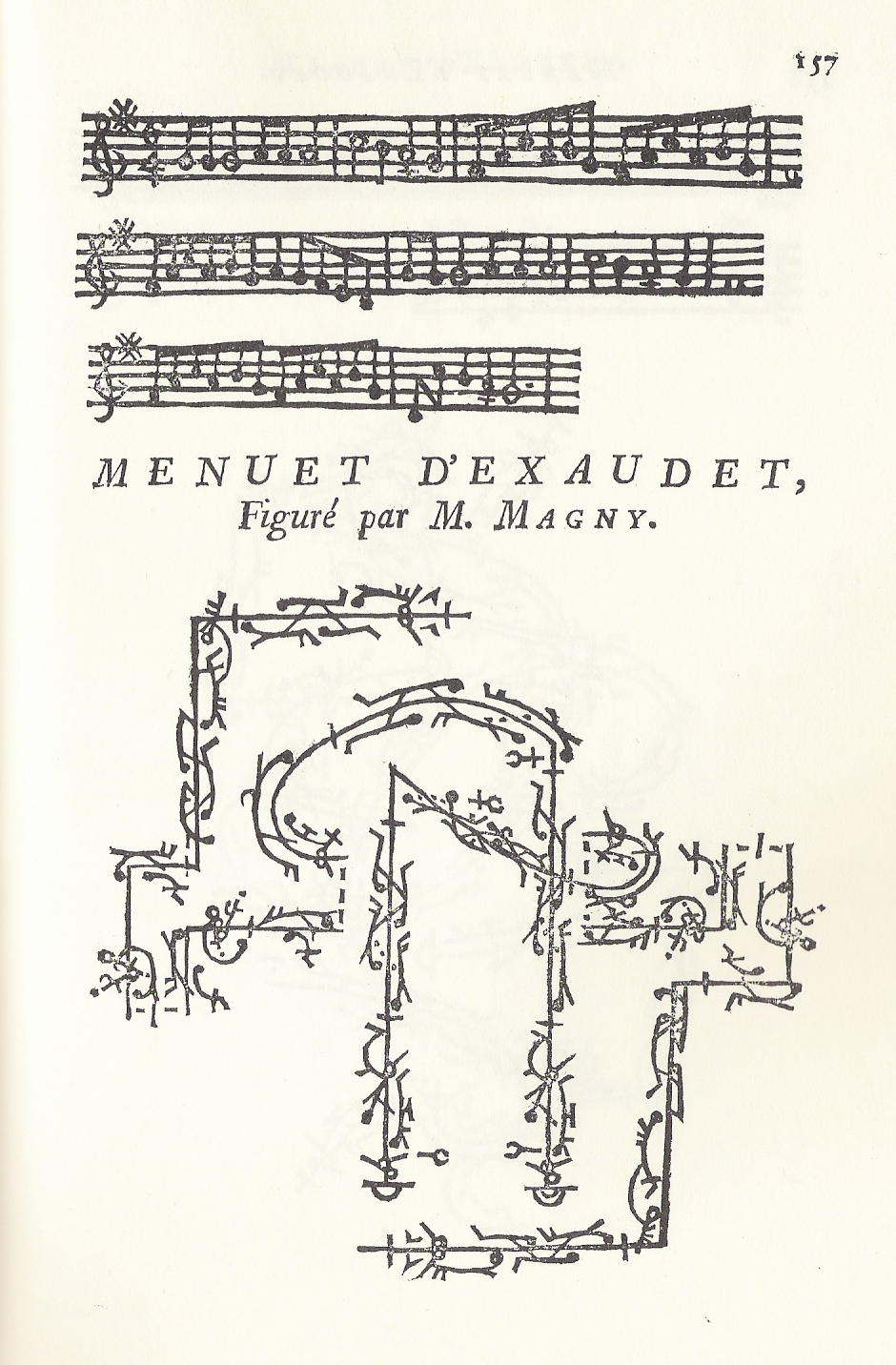
«Menuet d’Exaudet», en Principes de chorégraphie (1765), de Magný.

Probablemente fue incluido en una sinfonía por primera vez a mano de compositores italianos de comienzos del siglo XVIII, con movimientos indicados con los términos ‘tempo di minuetto’ que se incluían en la obertura de óperas que más adelante se publicaban independientemente denominándolas ‘sinfonías’. Por ejemplo encontramos el tempo de minueto de la obertura de Narciso de D. Scarlatti, típico de su tiempo y en la habitual forma binaria de las formas de danza del barroco tardío, basado en un motivo rítmico. Bastantes sinfonías de Sammartini terminan con un movimiento de minueto similar, como también las sinfonías de C.F. Abel, Johann Stamitz, M.M. Monn y algunas de las primeras sonatas para tecla de Haydn.
Los finales en forma minueto pasaron a ser bastante frecuentes en la sinfonías, conciertos y sonatas de los compositores influidos por la música inglesa durante la segunda mitad del siglo XVIII. Estos movimientos, generalmente encabezados con un “tempo di minuetto” (o incluso el término híbrido entre alemán e italiano “menuetto”), a menudo incluían las características de la forma sonata, manteniendo los rasgos propios de medida, tempo y fraseo. Por ejemplo, el tercer movimiento de la tercera sinfonía de Thomas Arne, señalado como ‘tempo di minuetto’, comienza con una sección de exposición que presenta dos temas contrastantes y después de repetir esta sección, un breve desarrollo combina los motivos transformándolos con unas rápidas modulaciones, seguidas por una reexposición del comienzo modificada. La sinfonía concertante de J.C. Bach en mi bemol incluye un final de minueto más complicado: combina esta forma minueto-sonata con un trío corto en forma ternaria tras el cual se repite da capo. En la obra de Mozart o Haydn también se pueden encontrar más ejemplos de forma sonata aplicada a movimientos de minueto.
Otros esquemas formales usados para movimientos de minuetto también bebían de la forma Rondó.  Era habitual ver esto en divertimentos y serenatas, variaciones de minuetos binarios y, ejemplo más conocido, en minuetos con trío contrastante en material temático y carácter. Esta última forma era la más común y era habitual que se incluyera como tercer movimiento (de cuatro) en las sinfonías y cuartetos de cuerda de alrededor de 1770. La forma habitual era un minueto ternario seguido de un trío también ternario más breve y repitiendo da capo el minueto. Según se fue desarrollando esta forma a lo largo del tiempo, mayor era el contraste entre el minueto y el trío, como ocurre en el cuarteto de Haydn op.77 número 2. También era habitual incluir en estos movimientos elementos dramáticos como frases irregulares, etc.
Por otro lado, los minuetos funcionales – para danzas – pasaron a ser cortos, llegando a definir algunos teóricos como Rouseeau y Honoré Compan cuántos compases debían tener y cómo dividir las frases y estructurar la música. La teoría decía que el minueto debía desarrollarse en 16 compases divididos en frases de dos o cuatro compases. Por otro lado, las descripciones que se conservan de las danzas indican que una actuación completa se desarrollaba durante 100 compases. Aparentemente, los músicos improvisaban ornamentaciones sobre las sucesivas repeticiones que se hacían, creando formas variadas; o también interpretaban distintos minuetos sucesivamente.
Como baile aristocrático, el minueto mantuvo su lugar en la ópera y en el ballet y por supuesto en salones de baile y salas de concierto, especialmente en Francia, donde aún sobreviven coreografías de minueto teatral. Se incluyeron minuetos en Céfalo y Procris de Grétry; en Orfeo de Gluck (en su versión parisina); o también en Don Giovanni  de Mozart.
Los autores del siglo XIX no estaban tan interesados en el minueto aunque compositores como Brahms o Schubert incluyeron minuetos en números de sus trabajos. También Bizet utilizó esta forma en su música para L’arlesienne y en la sinfonía en Do. El neoclasicismo de comienzos del siglo XX trajo de nuevo interés hacia el minueto, como se puede ver en Masques et bergamasques  de Fauré, en la suite bergamasque de Debussy o también en obras de Jean Français, Bartók, Ravel o Schoenberg.